# Oberhauser Weiher
Der Oberhauser Weiher ist ein Stillgewässer mit 8,55 Hektar Wasserfläche auf dem Gebiet der Gemeinde Dießen am Ammersee im oberbayerischen Landkreis Landsberg am Lech.
Der Weiher befindet sich einer Moränenlandschaft südlich des Ortsteils Oberhausen im Alpenvorland.
Ursprünglich wurde der Weiher zu einem nicht näher bekanntem Zeitpunkt künstlich für den Betrieb einer Mühle in Oberhausen aufgestaut.
Der Oberhauser Weiher ist seit 1986 ein Naturschutzgebiet.
Der Weiher speist den Hauser Bach, einen Zufluss der Windach.